# Ciucaș (sit SCI)
Ciucaș (arie protejată) este o arie protejată (sit de importanță comunitară — SCI) din România, desemnată în scopul protejării biodiversității și menținerii într-o stare de conservare favorabilă a florei spontane și faunei sălbatice, precum și a habitatelor naturale de interes comunitar aflate în arealul zonei de protecție. Aceasta se întinde la interferența Transilvaniei cu Muntenia, pe teritoriile administrative ale județelor Brașov și Prahova.

## Localizare
Aria naturală se întinde în extremitatea sud-estică județului Brașov (pe teritoriul orașului Săcele și pe cele ale comunelor  Tărlungeni și Vama Buzăului) și în cea nord-estică a județului Prahova, pe teritoriile comunelor Cerașu și Măneciu. 
Situl este străbătut de drumul național DN1A, care leagă municipiul Brașov de Ploiești

## Înființare
Rețeaua Natura 2000 a fost inițiată în 1992 odată cu împărțirea UE în șapte ecoregiuni; cinci (alpină, continentală, panonică, pontică, stepică) dintre acestea fiind indentificate și pe teritoriul României. 
Instituirea regimului de arie naturală protejată pentru situl „Ciucaș” s-a făcut prin Ordinul Ministerului Mediului și Dezvoltării Durabile Nr.1964 din 13 decembrie 2007 (privind declararea regimului de arie naturală protejată a siturilor de importanță comunitară, ca parte integrantă a rețelei ecologice europene Natura 2000 în România), conform Directivei Habitate a Uniunii Europene (Directiva 92/43 din 1992 privind conservarea habitatelor naturale și a faunei și florei sălbatice) și se întinde pe o suprafață de 21.968,8 hectare. Suprafața ariei naturale fiind acoperită în cea mai mare parte (60 %) de păduri; managementul sitului este asigurat de Direcția Silvică Ploiești (Ocolul Silvic Măneciu).
Prima inițiativă de înființare a Parcului Național Ciucaș a fost lansată (la Tărlungeni, Brașov) de Agenției Naționale pentru Protecția Mediului în data de 3 martie 2008, la propunerea Institutului Național de Cercetare-Dezvoltare pentru Silvicultură (ICAS). La dezbatere au fost prezente atât autoritățile centrale prin ministrul secretar de stat Lucia Varga și directorul agenției Zsolt Nagy, cât și cele locale (din județele Brașov și Prahova); însă reprezentanții Regiei Publice Locale a Pădurilor Kronstadt și Ocolului Silvic Ciucaș R.A. Tărlungeni s-au opus proiectului.
Masivul Ciucaș a fost desemnat ca sit Natura 2000, în scopul protejării biodiversității și menținerii într-o stare de conservare favorabilă a florei și faunei sălbatice, precum și a habitatelor de interes comunitar. Acesta reprezintă o arie naturală (păduri de foioase, păduri de conifere, păduri în amestec, păduri în tranziție, tufișuri, tufărișuri, pajiști naturale, stepe și pășuni montane) de interes geologic, floristic, faunistic și peisagistic; încadrată în bioregiunea alpină a Munților Ciucaș (grupare montană a Carpaților de Curbură, ce aparțin lanțului carpatic al Orientalilor). Situl include rezervația naturală Tigăile din Ciucaș, arie protejată de tip geomorfologic și peisagistic.

## Geologie și geomorfologie
Ciucașul prezintă o gamă variată de ansambluri neregulate de stâncării (cu dimensiuni și forme geomorfe diverse; turnuri: Babele la Sfat, Mâna Dracului, Turnul lui Goliat, Turnul Roșu, Colții Bratocei, Colții Zăganu, Ciuperca, Colțul Nitrii; ciuperci de piatră: Tigăile Mari și Tigăile Mici; sfinxuri: Sfinxul Bratocei; vârfuri și creste: Vârful Ciucaș 1.954 m, Vârful Gropșoare 1.883, Vârful Tigăile Mari 1.845, Vârful Bratocea 1.827, Vârful Zăganu 1.817, Vârful Muntele Roșu 1.765, Vârful Tigăile Mici 1.717), abrupturi calcaroase și grohotișuri, rezultate în urma mai multor procese de eroziune (îngheț-dezgheț, vânt, spălare, șiroire) desfășurate de-a lungul timpului.

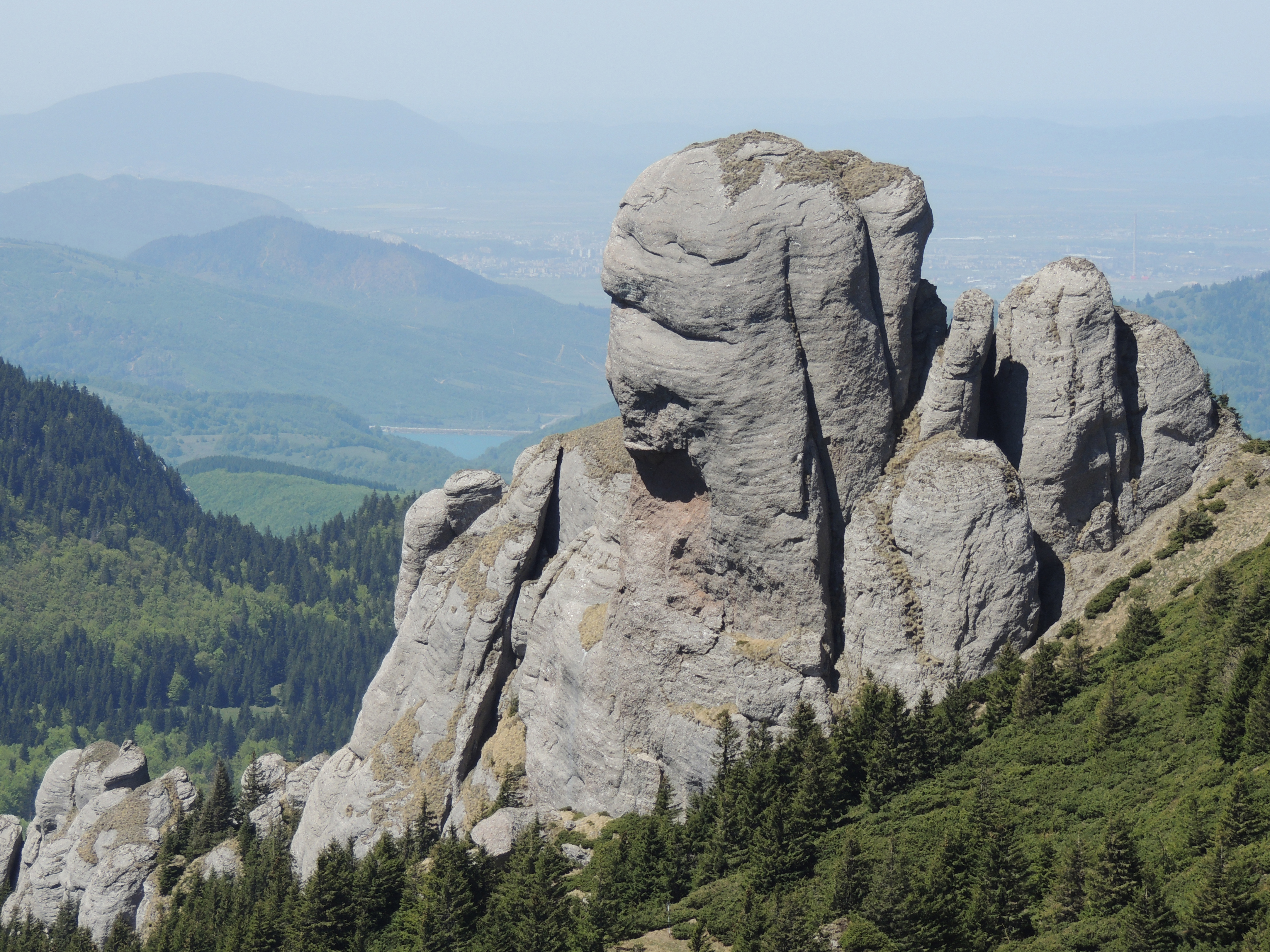
Turnul Roșu (megalit antropomorf)

Din punct de vedere geologic, Masivul Ciucaș face parte din zona flișului (marnocalcare, gresii, șisturi argiloase) lanțului carpatic al Orientalilor, desfășurată din nord-estul Carpaților Maramureșului și Bucovinei până la izvoarele Văii Dâmboviței și prezintă un areal montan cu o mare variație reliefală, distribuit pe trei niveluri; astfel: 
Nivelul superior, dezvoltat pe conglomerate alcătuite din șisturi cristaline, calcare, gresii, gnaise, pietrișuri (atribuite erei geologice a cretacicului mediu); 
Nivelul mijlociu (dezvoltat pe roci sedimentare constituite din gresii și marne aparținând acleeași ere geologice), reprezentat de bazinul superior al râului Buzău, Pasul Bratocea, Dealul Cucului, Culmea Buzăianu și de vârfurile Tesla (1.613 m) și Dungu (1.502 m); 
Nivelul inferior (dezvoltat pe roci alcătuite din șisturi argiloase și marneoase din perioada cretacicului superior), reprezentat de bazinul hidrografic al râului Teleajen (cu afluenții Telejenel și Pridvara) și depresiunile Cheia și Poiana Stânii.

## Hidrografie
Apele de suprafață ale sitului aparțin a trei mari bazine hidrografice; astfel: bazinul hidrografic al râului Buzău: Pârâul Feței, Strâmbu, Drăgoiu, Ciclău, Șibot, Chirușca Seacă, Pârâul Laptelui, Albele; bazinul hidrografic al Teleajenului (Pârâul Berii) cu râurile: Telejenel, Boncuța, Pârâul Cetății, Zăvoarele, Pârâul Alb, Șipotele și bazinul hidrografic al râului Tărlung: Babarunca și Ramura Mică.
Pe suprafața teritorială a sitului se află Barajul Măneciu, lac de acumulare executat pe râul Teleajen.

## Climă
Clima Masivului Ciucaș este una temperat-continentală, caracterizată prin temperaturi (cu valori mai ridicate față de celelalte masive înalte ale lanțului carpatic) medii anuale cuprinse între 2 și 4° C în culmi și vârfuri și ușor crescute (4 - 6° C) în luncile văilor și depresiuni. 
Precipitațiile atmosferice (ploi, grindină, lapoviță, ninsori)  ocupă între 150 și 180 de zile din an, cantitatea medie anuală atingând 1000-1200 mm.
Viteza medie anuală a vântului este de 4-5 m/s în văi și lunci, ajungând până la 7-8 m/s pe culmile și crestele cele mai înalte ale masivului. Vânturile dominante sunt cele vestice și nord-vestice și mai rar cele sud-vestice.

## Biodiversitate
Situl Ciucaș prezintă o arie naturală cu o diversitate floristică și faunistică ridicată, exprimată atât la nivel de specii cât și la nivel de ecosisteme terestre.

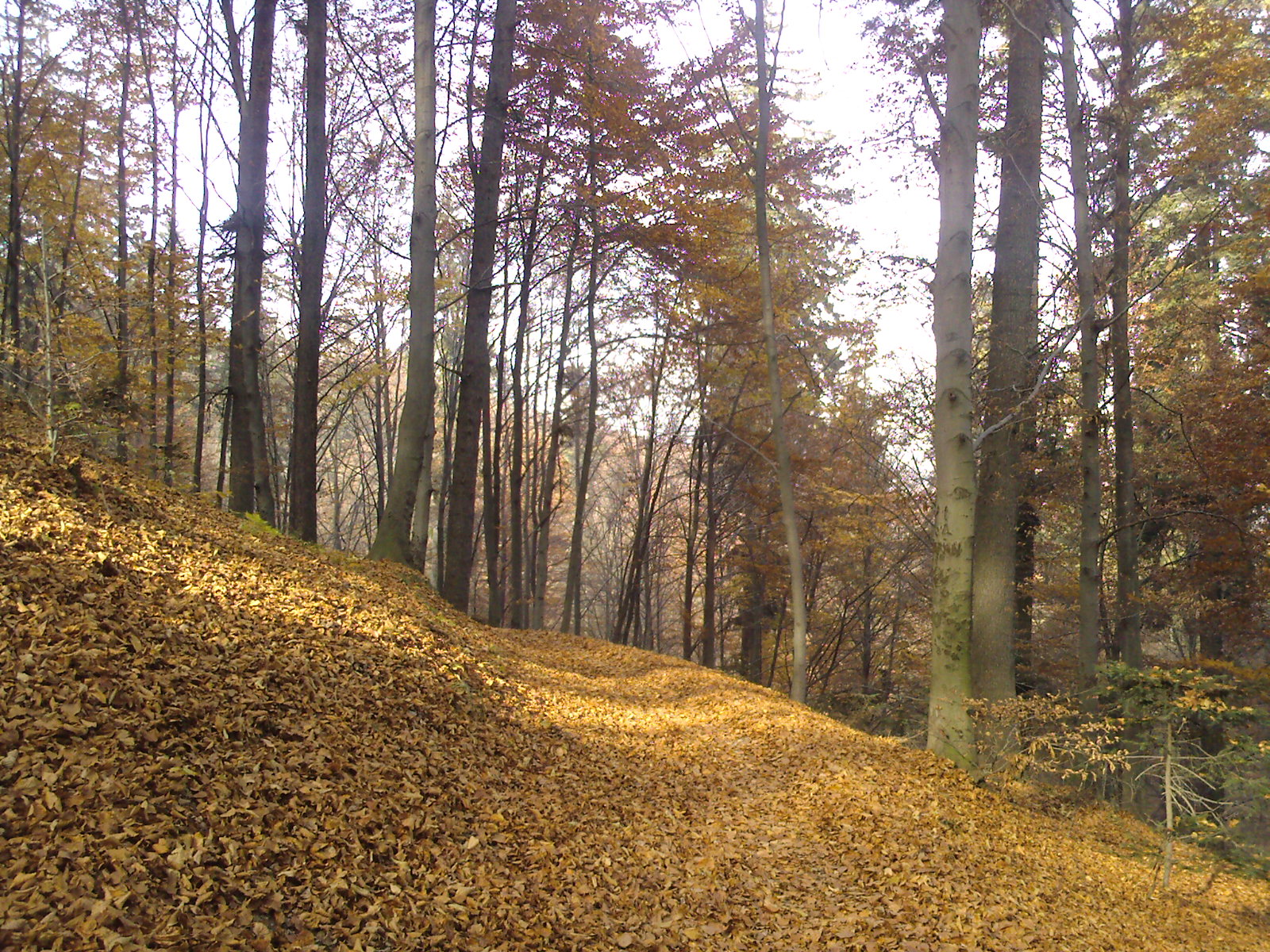
Pădure în amestec în situl „Ciucaș”

În arealul sitului au fost identificate 22 de tipuri de habitate de interes comunitar; astfel: 
Păduri de fag de tip Luzulo-Fagetum; Păduri de fag de tip Asperulo-Fagetum; Păduri medio-europene de fag din Cephalanthero-Fagion; Păduri aluviale cu Alnus glutinosa și Fraxinus excelsior (Alno-Padion, Alnion incanae, Salicion albae); Păduri dacice de fag (Symphyto-Fagion); Păduri acidofile de Picea abies din regiunea montană (Vaccinio-Piceetea); Păduri de Larix decidua și/sau Pinus cembra din regiunea montană;  Păduri din Tilio-Acerion pe versanți abrupți, grohotișuri și ravene; Păduri relictare de Pinus sylvestris pe substrat calcaros; Tufărișuri alpine și boreale; Tufărișuri cu Pinus mugo și Rhododendron myrtifolium; Fânețe montane; Izvoare petrifiante cu formare de travertin (Cratoneurion); Comunități de lizieră cu ierburi înalte higrofile de la nivelul câmpiilor, până la cel montan și alpin; Grohotișuri calcaroase și de șisturi calcaroase din etajul montan până în cel alpin (Thlaspietea rotundifolii); Pajiști calcifile alpine și subalpine; Pajiști montane de Nardus bogate în specii pe substraturi silicioase; Grohotișuri  silicioase din etajul montan până în cel alpin (Androsacetalia alpinae și Galeopsietalia ladani); Vegetație lemnoasă cu Myricaria germanica de-a lungul râurilor montane; Vegetație herbacee de pe malurile râurilor montane; Vegetație lemnoasă cu Salix eleagnos de-a lungul râurilor montane și Versanți stâncoși cu vegetație chasmofitică pe roci calcaroase.  

### Floră
Flora ariei protejate este una diversificată și alcătuită din specii de plante distribuite etajat, în concordanță cu structura geologică și geomorfologică, caracteristicile solului, climei sau altitudinii unde aceasta vegetează.

#### Arbori și arbusti
Vegetația lemnoasă are în componență arbori și arbusti cu specii de: brad (Abies alba), molid (Picea Abies), pin de pădure (Pinus sylvestris), larice (Larix decidua), tisă (Taxus baccata), fag (Fagus sylvatica), gorun (Quercus petraea), stejar (Quercus robur), carpen (Carpinus betulus), paltin de munte (Acer pseudoplatanus), arțar (Acer platanoides), tei (Tilia cordata), frasin (Fraxinus excelsior), jugastru (Acer campestre), mesteacăn (Betula pendula), ulm (Ulmus glabra), arțar (Acer platanoides), salcie albă (Salix eleagnos), răchită (Salix hastata, Salix retusa), arin de munte (Alnus viridis), arin negru (Alnus glutinosa), jneapăn (Pinus mugo), ienupăr (Juniperus communis), smârdar (Rhododendron myrtifolium), alun (Corylus avellana), scoruș-gecesc (Sorbus graeca), păducel (Crataegus monogyna), merișor (Vaccinium vitis-idaea), bârcoace (Cotoneaster nebrodensis), afin (Vaccinum myrtillus L.), soc negru (Sambucus nigra), mur (Robus fruticosus), zmeur (Robus idaeus), măceș (Rosa canina). 

#### Ierburi și flori
La nivelul ierburilor sunt întâlnite mai multe rarități floristice  protejate prin Directiva Consiliului European 92/43/CE din 21 mai 1992 (privind conservarea habitatelor naturale și a speciilor de faună și floră sălbatică) sau   endemice pentru această zonă a Carpaților de Curbură.

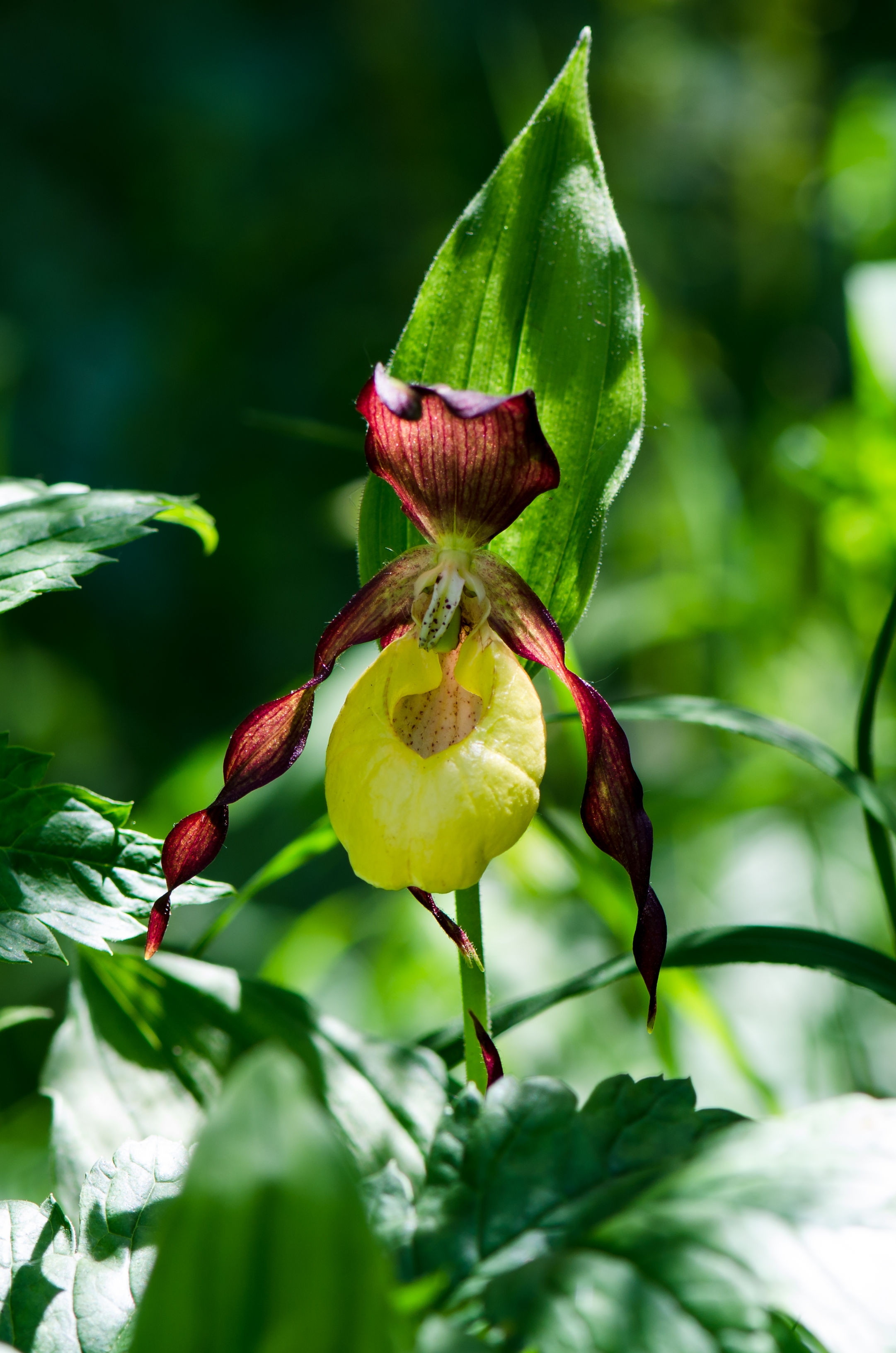
Papucul doamnei (Cypripedium calceolus)

Specii de plante ocrotite semnalate în arealul sitului: clopoțelul de munte (Campanula serrata), churechiul de munte (Ligularia sibirica), papucul doamnei (Cypripedium calceolus), floare de colț (Leontopodium alpinum Cass), piciorul cocoșului de munte (Ranunculus montanus, Ranunculus carpaticus), iarba osului (Helianthemum nummularium), stânjenel mic de munte (Iris ruthenica), ochelariță (Biscutella laevigata), crucea voinicului (Hepatica transsilvanica), luntricică galbenă (Oxytropis campestris), cimbrișor de câmp (Thymus serpyllum), cornuț de munte (Cerastium arvense), cinci-degete (Potentilla reptans), ochii-șoricelului (Saxifraga adscendens), ciurul zânelor (Carlina acaulis), sânziană (Galium verum), argințica (Dryas octopetala), angelică (Angelica archangelica), pelin (Artemisia eriantha), arnică (Arnica montana), floare-de-perină (Anthemis tinctoria ssp. fussii), armeria (Armeria alpina), lăptișor (Androsace villosa), ceapă-de-munte (Allium victorialis), albăstreaua de munte (Centaurea pinnatifida), gălbenuș (Crepis sibirica), crăpușnic (Cirsium furiens), clopoței (din speciile: Campanula transsilvanica, Campanula patula ssp. abietina, Campanula cochlearifolia), cădelniță (Campanula carpatica), struna-cocoșului (Cerastium cerastoides și Cerastium transsilvanicum), cornuț (Cerastium arvense ssp. lerchenfeldianum), brândușele (Crocus banaticus),	căpșuniță (Cephalanthera damasonium, Cephalanthera rubra), orhidee (cu specii de: Chamorchis alpina, Coeloglossum viride, Dactylorhiza cordigera, Dactylorhiza incarnata, Dactylorhiza sambucina, Gymnadenia conopsea, Platanthera chlorantha), Mâna Maicii Domnului (Dactylorhiza maculata), buzișor (Corallorhiza trifida), gălbinel de munte (Doronicum carpaticum), garofiță de munte (Dianthus tenuifolius), garoafă (Dianthus spiculifolius), iederă albă (Daphne blagayana), ochiul-șarpelui (Eritrichium nanum ssp. jankae), mixandre sălbatice (Erysimum witmannii), mlăștiniță (Epipactis helleborine, Epipactis palustris), ghințură (Gentiana tenella, Gentiana punctata), ghiocei (Galanthus nivalis), talpa-ursului (Heracleum  palmatum), mirodea (Hesperis nivea), nopticoasă (Hesperis matronalis ssp. candida), urechelniță (Jovibarba heuffelii), buhăieș (Listera cordata), caprifoi (Lonicera caerulea), coprine (Narcissus poeticus ssp. radiiflorus), sângele voinicului (Nigritella nigra ssp. nigra, Nigritella nigra ssp. rubra), untul-vacii (Orchis morio), poroinic (Orchis ustulata, Orchis militaris), morcoveancă (Pleurospermum austriacum), pătlăgină (Plantago gentianoides), țâța-vacii (Primula elatior ssp. leucophylla), măcriș de munte (Rumex scutatus), sipică (Scabiosa lucida ssp. lucida), punguliță (Thlaspi dacicum ssp. dacicum), trei-frați-pătați (Viola tricolor), unghia-păsării (Viola dacica), trânji (Neottia nidus-avis), coada-vulpii (Alopecurus pratensis), viutoare (Empetrum nigrum ssp. hermaphroditum), buruiană-de-junghiuri (Cephalanthera longifolia), feriga mediteraneană (Asplenium adiantum-nigrum), cornișor (Lycopodium annotinum), limba-șarpelui (Ophioglossum vulgatum), verdeața-iernii (Chimaphila umbellata), horști (Luzula alpinopilosa), iarba-câmpului (Agrostis alba), păiuș (Festuca versicolor, Festuca carpatica) sau frunza stâncilor (un mușchi din specia Mannia triandra).

#### Ciuperci

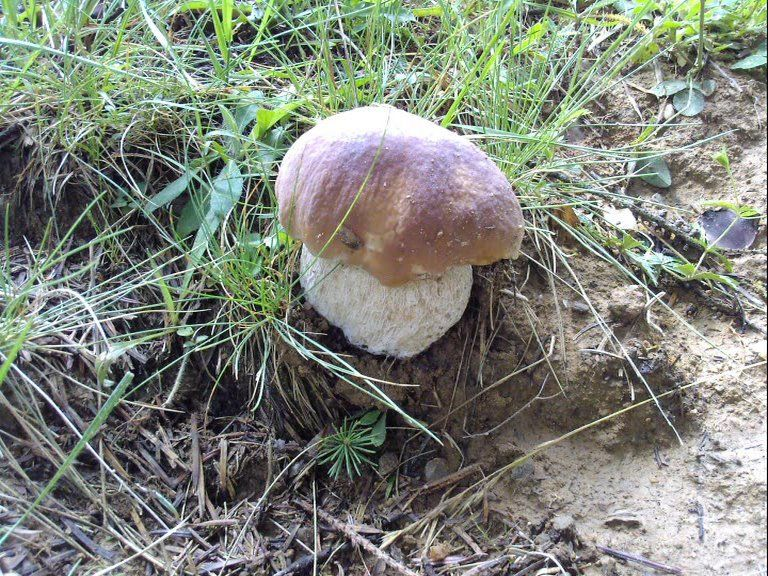
Hrib (Boletus edulis)

Specii de ciuperci comestibile care vegetează (începând cu prima parte a verii și până toamna târziu) în arealul sitului: hrib (Boletus edulis, întâlnit de obicei în pădurile de foioase și de conifere, în lizierele acestora, dar și în tufărișurile de mesteacăn), hrib pucios (Boletus aereus), ciupercă de câmp (Agaricus arvensis), oiță (Russula virescens), ciupercă de pădure (Agaricus silvaticus), roșcovă de brad (Lactarius deliciosus), bureți usturoi (Lactarius piperatus), creasta cocoșului (Ramaria botrytis), gălbiori (Cantharellus cibarius), ghebe (Armillaria mellea), crăițe (Amanita caesarea), păstrav de fag (Pleurotus ostreatus), piciorul-căprioarei (Macrolepiota procera), hulubițe (Russula aurea sin aurata), pâinișoară (Russula alutacea), zbârciog țuguiat (Morchella conica), zbârciog galben (Morchella esculenta).

### Faună
Fauna sitului este una bogată și variată în specii (mamifere, păsări, reptile, amfibieni, pești, crustacee, melci, moluște și insecte), dintre care unele protejate prin aceeași Directivă a Consiliului European (anexa I-a) 92/43/CE (privind conservarea habitatelor naturale și a speciilor de faună și floră sălbatică) sau aflate pe lista roșie a IUCN.
Mamifere cu specii de: urs brun (Ursus arctos), cerb (Cervus elaphus), capră neagră (Rupicapra rupicapra), căprioară (Capreolus capreolus), mistreț (Sus scrofa), lup cenușiu (Canis lupus), râs eurasiatic (Lynx lynx), pisică sălbatică (Felis silvestris), jder de copac (Martes martes), vidră de râu (Lutra lutra), pârșul de alun (Muscardinus avellanarius), șoarecele pitic (Micromys minutus), chițcanul de pădure (Sorex araneus),  liliacul urecheat (Plecotus auritus), liliacul urecheat cenușiu (Plecotus austriacus), liliacul comun (Myotis myotis), liliacul mic cu potcoavă (Rhinolophus hipposideros);

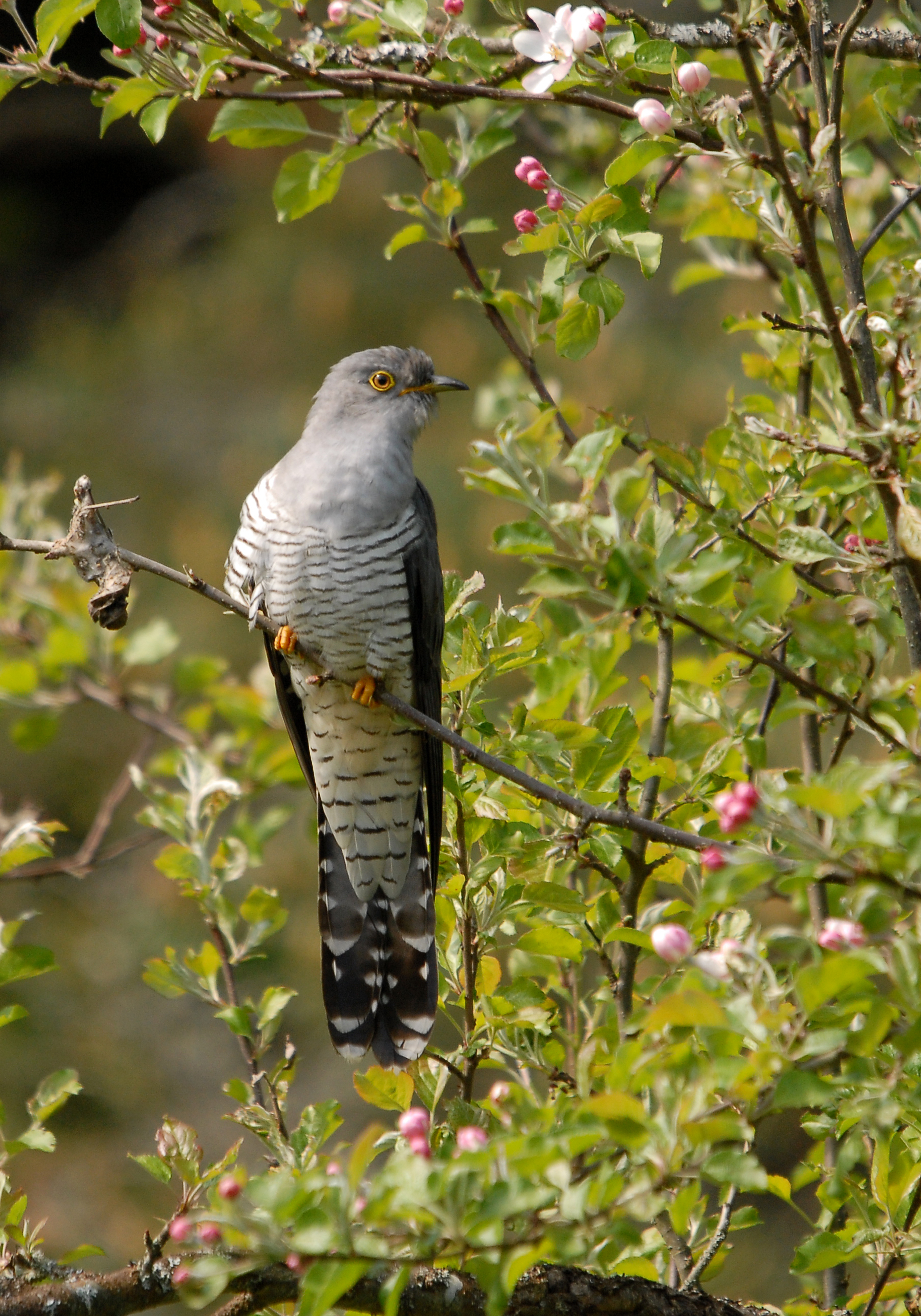
Cuc (Cuculus canorus)

Păsări protejate, enumerate în anexa I-a a Directivei Consiliului European 147/CE din 30 noiembrie 2009 (privind conservarea păsărilor sălbatice): ieruncă (Tetrastes bonasia), cocoș de munte (Tetrao urogallus), ciuf-de-pădure (Asio otus), corb (Corvus corax), vânturelul roșu (Falco tinnunculus), codroș de munte (Phoenicurus ochruros), șoim călător (Falco peregrinus), brumăriță de stâncă (Prunella collaris), cristel-de-câmp (Crex crex), stăncuță (Corvus monedula), porumbel gulerat (Columba palumbus), ciocârlie-de-câmp (Alauda arvensis), acvilă-țipătoare-mică (Aquila pomarina), acvilă de munte (Aquila chrysaetos), șorecar comun (Buteo buteo), șorecar-încălțat (Buteo lagopus), sticlete (Carduelis carduelis), pupăză (Upupa epops), cuc (Cuculus canorus), mierlă (Turdus merula), mierlă de apă (Cinclus cinclus), erete-vânăt (Circus cyaneus), scatiu (Carduelis spinus), sfrâncioc-roșiatic (Lanius collurio), presură galbenă (Emberiza citrinella), codobatură (Motacilla alba), fluierar-de-zăvoi (Tringa ochropus), huhurez-mare (Strix uralensis), pitulice (Sylvia nisoria), ciocârlan (Galerida cristata), ciuvică (Glaucidium passerinum), minuniță (Aegolius funereus);
Reptile și amfibieni: șarpele de alun (Coronella austriaca), șopârla de ziduri (Podarcis muralis), șopârla de munte (Lacerta vivipara), ivorașul-cu-burta-galbenă (Bombina variegata), salamandra carpatică (Triturus montandoni), brotacul-verde-de-copac (Hyla arborea), broasca-roșie-de-pădure (Rana dalmatina);
Pești cu specii de: mreană vânătă (Barbus meridionalis), zglăvoacă (Cottus gobio), păstrăv (Salmo trutta fario); 
Nevertebrate: racul-de-râu (Astacus astacus), melci (trei specii unice în lume, semnalate doar în arealul sitului Ciucaș: Alopia canescens, Alopia helenae, Alopia nefasta), moluște (Deroceras sturanyi, Deroceras turcicum), insecte rare (Pipiza fasciata, Campodea magna, Figites elongatus) sau fluturi din speciile: Erebia sudetica, Erebia epiphron, Zygaena exulans, Panthea coenobita, Euphydrias maturna.

## Aspecte socio-economice și culturale
Economia zonei este bazată pe turism (muzee, case memoriale, biserici, situri rurale, arii protejate, obiective naturale - canioane, megaliți, cascade, lacuri), exploatarea și prelucrarea lemnului, creșterea animalelor, valorificarea balastului de râu, industrie, comerț și construcții.
Locuitorii municipiului Săcele păstrează încă obiceiurile primelor comunități de mocani (uniuni pastorale autohtone de oieri români, asociați cu fenomenul transhumanței); astfel în fiecare an sunt organizate două manifestări culturale de amploare: „Sântilia” (festivitate ce îmbină folclorul muzical-coregrafic și portul popular cu tradiția și obiceiurile, într-un cadru natural de excepție) și „Balul Plăcintelor” (petrecere anuală a mocanilor săceleni odată cu lăsatul secului). „Zilele Sf. Mihail” (Napok Szent Mihály) este altă manifestare etno-culturală organizată la Săcele, de data aceasta de comunitatea ceangăilor (de confesiune evanghelică luterană și de naționalitate maghiară). Aceasta cuprinde o paradă a costumelor tradiționale ceangăiești, expoziții de artă populară și ateliere meșteșugărești.
La Vama Buzăului are loc în fiecare an o tabără de sculptură în lemn, iar în luna august sărbătoarea „Gospodarul vămășan” (expunerea celor mai frumoase exemplare de animale, concurs de tăiat de lemne și de pescuit); evenimente desfășurate în scopul promovării turistice și revigorării tradițiilor meșteșugărești zonale.
Satul Cerașu (Prahova) găzduiește anual (pe 26 octombrie, de Sf. Dumitru) „Festivalul munților”, manifestare cultural-artistică unde se reunesc mai mulți producători (de legume,fructe, brânzeturi, carne de oaie și pește), comercianți de îmbrăcăminte (costume populare tradiționale) și produse de artizanat (covoare țărănești țesute manual, ștergare), meșteșugari în lemn (vase de lemn, furci de tors), olari (strachini, ulcioare, oale de lut) și artiști ai cântecului și dansului popular (ansambluri de dansatori, soliști vocali și instrumentali).

## Vulnerabilitate
Presiunea antropică asupra sitului este una destul de ridicată, atât datorită afluenței mari de turiști aproape pe tot parcursul anului, dar și pentru că acesta este relativ ușor accesibil. Vulnerabilitatea ariei protejate se datorează mai multor factori umani; astfel: turismul necontrolat (abaterea de la traseele marcate, camparea în locuri neamenajate, poluarea cu resturi menajere, poluare fonică), braconajul, pășunatul haotic, exploatările forestiere ilegale ce duc la suprimarea unor habitate, arderea vegetației, distrugerea unor exemplare din flora spontană, capturarea ilegală a unor specii din fauna sălbatică a sitului, recoltarea abuzivă a fructelor de pădure și a ciupercilor, extinderea anexelor gospodărești și practicarea unor sporturi extreme (mașini de teren, ATV-uri, motociclete) ce perturbă liniștea arealului

## Căi de acces
- Drumul național DN1 pe ruta: București - Ploiești - drumul național DN1A în direcția: Măgurele - Vălenii de Munte - Izvoarele - Măneciu-Pământeni - Mânăstirea Suzana - Cheia.
- Drumul național DN10 pe ruta: Brașov - Prejmer - Brădet - drumul județean DJ103A în direcția Acriș - Vama Buzăului[53].

## Monumente și atracții turistice
În vecinătatea sitului se află numeroase obiective de interes istoric, cultural și turistic; astfel:
În județul Brașov:

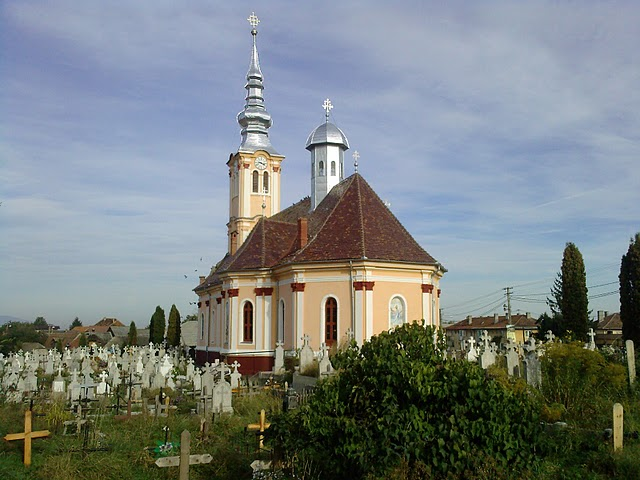
Biserica "Sf. Adormire a Maicii Domnului" din Turcheș

- Ansamblul bisericii "Sf. Nicolae" din Cernatu (biserica, zidul de incintă și turnul-clopotniță), construcție secolul al XVIII-lea, monument istoric.
- Ansamblul bisericii "Sf. Adormire a Maicii Domnului" din Turcheș (biserica, școala veche și zidul de incintă cu turn de poartă), construcție secolul al XVIII-lea, monument istoric.

- Ansamblul bisericii "Sf. Nicolae" din Baciu (biserică, poartă și zid de incintă), construcție 1808 - 1809, monument istoric.
- Ansamblul bisericii "Sf. Arhangheli Mihail și Gavriil" din Satulung (biserica, școala veche și zidul de incintă), construcție secolul al XIX-lea, monument istoric.
- Ansamblul bisericii "Adormirea Maicii Domnului" din Satulung (biserica și zidul de incintă), construcție sec. XIX - XX, monument istoric.
- Casa Dijmelor din Săcele (construită în anul 1543), clădire ce astăzi găzduiește Muzeul Etnografic (filială a Muzeului de Etnografie Brașov) și adăpostește exponate ale unor documente istorice, obiecte de uz gospodăresc ale mocanilor săceleni, interioare de case tradiționale țărănești și piese de port popular ceangăiesc și mocănesc[54].
- Situl de importanță comunitară Piatra Mare aflat în masivul omonim.

În județul Prahova:
- Ansamblul mănăstirii Cheia (Biserica "Sf. Treime", Paraclisul "Adormirea Maicii Domnului", stăreție, chilii, trapeză și turn-clopotniță), construcție 1782, monument istoric.
- Ansamblul mănăstirii Suzana (Biserica "Sf. Nicolae", Paraclisul "Acoperământul Maicii Domnului", chilii), construcție 1740, monument istoric.
- Ansamblul rural de la Cerașu, construcție sec. XIX - XX, monument istoric.
- Ansamblul rural de la Slon, construcție sec. XIX - XX, monument istoric.

### Turism montan
Aria naturală oferă doritorilor posibilitatea practicării turismului montan, pe suprafața teritorială a acesteia aflându-se mai multe obiective de interes turistic (cabane, zone de agrement, stâncării cu forme megalitice, cheiuri, lacuri și văi), accesibile urmând unul din cele câteva trasee marcate:
- Bandă galbenă: Cheia - Cabana Ciucaș - Cabana Muntele Roșu (3h și 30").
- Cruce albastră: Cheia - Valea Berii - Cabana Ciucaș (3 - 3h și 30").
- Triunghi albastru: Cheia - Cheile Cheiței (1h).
- Bandă albastră: Cheia - Pasul Bratocea (1h).
- Bandă roșie: Pasul Bratocea - Vârful Ciucaș - Cabana Ciucaș (2h și 30").